# データ管理システム
データ管理システム（データかんりシステム、英: Data Management System、データマネジメントシステム）とは、以下の意味がある。
- 一般用語としてデータ（データベース）を管理するシステム全般（郵送、バインダー、手作業などを含む）
- コンピュータ（特にメインフレーム）の世界で、データを信頼性・整合性を持って通信し保管するシステムの総称

本稿では後者について説明する。

## 概要
データ管理システムは通常、以下の2種類のミドルウェアにより構成される。
- データベース管理システム（DBMS、DB）
- トランザクション管理システム（トランザクションモニタ、データコミュニケーション、DC）

これらは1980年代までは総称としてDB/DCと呼ばれたが、現在は個別に「DBMS」や「トランザクションモニター」などと呼ばれる場合が多い。特にDBMSは複数の製品から選択できる場合がある。またDB/DC全体で、専用の連携機能（現在で言うクラスタリングなど）を実装している場合が多い。
メインフレームにおける代表的なミドルウェア製品には以下がある。
- IBMのIMS - IMS-DC（現在のIMS-TM）およびIMS-DB
- 富士通のAIM
- 日立製作所のXDM
- 日本電気のVIS - データベースのADBSなど